# Климатаки
Климатаки, още Дурвунища или Дервенища (на гръцки: Κληματάκι; катаревуса: Κληματάκιον, Климатакион; до 1927 година: Δοβρούνιστα, Довруниста), е село в Република Гърция, в дем Гревена, област Западна Македония.

## География
Селото е разположено 725 m надморска височина, на около 15 km северно от град Гревена. На север граничи с населишките село Фитоки (Фотун) и Антохори (Цакнохор).

## История

### В Османската империя
На 4 km на север от селището е изграден красив османски каменен мост над река Праморица, отделяща Населишко от Гревенско. Предполага се, че мостът е построен около 1870 – 1880 година.
Църквата „Свети Георги“ в селото е от 1866 година.
В края на ХІХ век Дурвунища е смесено християнско-мюсюлманско гръкоезично село в Гребенската каза на Османската империя. Според статистиката на Васил Кънчов през 1900 година в Дурвунища (Дервенища) живеят 100 валахади (гръкоезични мюсюлмани) и 260 гърци християни.
На Етнографската карта на Битолския вилает на Картографския институт в София от 1901 година Дервенища е чисто гръцко село в Гревенската каза на Серфидженския санджак със 78 къщи.
Според статистика на Серфидженския санджак на гръцкото консулство в Еласона от 1904 година в Дуврунища (Δουβρούνιστα), Гревенска каза, живеят 100 валахади и 100 гърци християни.

### В Гърция
През Балканската война от 1912 година в селото влизат гръцки части и след Междусъюзническата в 1913 година Дурвунища остава в Гърция.
В средата на 1920-те години мюсюлманската част от населението на селото е изселено в Турция по силата на Лозанския договор и на негово място са заселени гърци бежанци от Турция. В 1928 година селището е представено като смесено от коренни местни жители и новодошли бежанци като последните са 31 семейства или 102 или 107 жители.
През 1927 година името на селото е сменено на Климатаки.
Населението произвежда жито, тютюн и други земеделски култури, като се занимава частично и със скотовъдство.
| Година    | 1913 | 1920 | 1928 | 1940 | 1951 | 1961 | 1971 | 1981 | 1991 | 2001 | 2011 | 2021 |
| --------- | ---- | ---- | ---- | ---- | ---- | ---- | ---- | ---- | ---- | ---- | ---- | ---- |
| Население | 602  | 414  | 333  | 364  | 308  | 238  | 164  | 242  | 186  | 156  | 82   | 81   |